# Serra de Santa Llocaia
La Serra de Santa Llocaia és una serra situada al municipis de Llívia, a la comarca de la Baixa Cerdanya i França, amb una elevació màxima de 1.310 metres.